# Serghei Dubrovin
Serghei Dubrovin, ros. Сергей Всеволодович Дубровин, Sieriej Wsiewołodowicz Dubrowin (ur. 4 stycznia 1952 w Bielcach, Mołdawska SRR) – mołdawski piłkarz, grający na pozycji pomocnika, trener piłkarski.

## Kariera piłkarska
W 1976 rozpoczął karierę piłkarską w klubie Speranța Drochia, skąd w następnym roku został zaproszony do Nistru Kiszyniów. W kiszyniowskim zespole rozegrał około 250 meczów. W 1984 zakończył karierę piłkarza.

## Kariera trenerska
Po zakończeniu kariery piłkarza rozpoczął pracę szkoleniowca. W 1986 roku zajął z reprezentacją Mołdawskiej SRR czwarte miejsce w IX Spartakiadzie narodów ZSRR, w 1989 zdobył srebrny medal w młodzieżowych Igrzyskach Ogólnokrajowych ZSRR. W 1992 roku Bugeac Komrat pod jego kierownictwem zwyciężył w pierwszych rozgrywkach o Puchar Mołdawii i stał się brązowym medalistą mistrzostw Mołdawii. Potem pracował z klubami Tiligul Tyraspol, Spumante Cricova, Unisport-Auto Kiszyniów, Agro Kiszyniów oraz reprezentacjami Malediwów i młodzieżową Mołdawii. W 1998 powrócił do Tiligulu Tyraspol. Potem wyjechał do Indonezji, gdzie do 2004 prowadził kluby PKT Bontang, Petrokimia Putra, Persija Dżakarta oraz młodzieżową reprezentację Indonezji. W 2008 stał na czele CSCA-Rapid Kiszyniów. W 2010 kierował juniorską reprezentację Mołdawii. Od 2011 do 2012 ponownie pracował w indonezyjskimi klubami Manado United i Persidafon Dafonsoro. 30 grudnia 2012 został mianowany na stanowisko głównego trenera Zimbru Kiszyniów. Potem trenował Găgăuzia Comrat i Speranța Crihana Veche. W 2015 objął prowadzenie Zarea Bielce.

## Sukcesy i odznaczenia

### Sukcesy piłkarskie
Zimbru Kiszyniów
- wicemistrz Pierwoj ligi ZSRR: 1982

### Sukcesy trenerskie
reprezentacja Mołdawskiej SRR
- wicemistrz młodzieżowych Igrzyskach Ogólnokrajowych ZSRR: 1989

Bugeac Komrat
- 3. miejsce mistrzostw Mołdawii: 1992
- zdobywca Pucharu Mołdawii: 1992

PKT Bontang
- wicemistrz Indonezji: 1999/2000

Petrokimia Putra
- mistrz Indonezji: 2002

Persija Dżakarta
- 3. miejsce mistrzostw Indonezji: 2004

### Odznaczenia
- tytuł Mistrza Sportu ZSRR